# دختر جذاب (اداره)
«دختر جذاب» ششمین قسمت و قسمت پایانی فصل نخست مجموعه تلویزیونی کمدی آمریکایی اداره است. این قسمت در ۲۶ آوریل ۲۰۰۵ از شبکه ان‌بی‌سی پخش شد. این قسمت توسط تهیه‌کننده مشاور میندی کالینگ نوشته شد و نخستین تجربه نویسندگی او در مجموعه بود. این قسمت توسط امی هکرلینگ کارگردانی شد که تنها کارگردانی او در این مجموعه.
در این قسمت، مایکل (استیو کرل) به یک فروشنده (امی آدامز) اجازه می‌دهد تا کیف‌هایش را در اداره بفروشد و تقریباً چشم همه مردان اداره را به خود جلب کند. در همین حال، پم (جنا فیشر) و جیم (جان کرازینسکی) از موقعیت بهره می‌برند تا یک شوخی دیگر بر دوایت (رین ویلسون) انجام دهند.
«دختر جذاب» بیشتر نقدهای مثبت منتقدان را دریافت کرد. طبق تحقیقات رسانهای نیلسن، این قسمت ۴٬۸ میلیون بیننده داشت و امتیاز ۲٬۳/۵ درصد را در میان بزرگسالان بین ۱۸ تا ۴۹ سال دریافت کرد.

## تولید

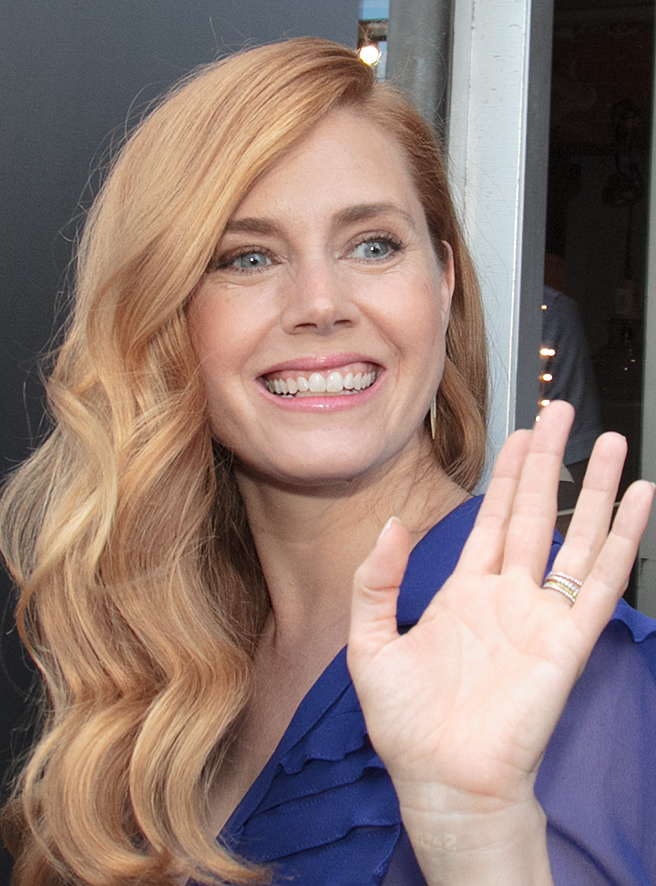
«دختر جذاب» شخصیت تکرارشونده کیتی با بازی امی آدامز را معرفی کرد.

«دختر جذاب» نخستین قسمت نوشته‌شده توسط نویسنده و بازیگر میندی کالینگ بود که خود در آن نقش کلی کاپور را بر عهده داشت. کالینگ با نوشتن ۲۲ قسمت پس از آن یکی از پرکارترین نویسندگان سریال تبدیل شد. او بعداً به عنوان تهیه‌کننده اجرایی سریال در فصل هشتم ارتقا یافت. این قسمت همچنین نخستین و تنها قسمتی بود که توسط امی هکرلینگ کارگردانی شد.